# Vampyrocrossota
Genre
Vampyrocrossota est un genre de trachyméduses (hydrozoaires) de la famille des Rhopalonematidae.

## Liste d'espèces
Selon World Register of Marine Species (9 mars 2019) :
- Vampyrocrossota childressi Thuesen, 1993

## Publication originale
(en) Erik V. Thuesen, « Vampyrocrossota childressi, new species black medusa from the bathypelagic zone off California (Cnidaria: Trachymedusae: Rhopalonematidae) », Proceedings of the Biological Society of Washington, Washington, vol. 106, no 1,‎ 1993, p. 190-194 (ISSN 0006-324X, lire en ligne, consulté le 9 mars 2019).